# Beltrán Urenda
Beltrán Urenda Zegers (Concón, 29 de febrero de 1920-Viña del Mar, 22 de junio de 2013) fue un abogado, académico, empresario, dirigente gremial y político chileno. La última tienda política en que militó fue la conservadora Unión Demócrata Independiente (UDI), desde 1991 hasta el día de su muerte, en 2013.
Ejerció como senador por la 6ª Circunscripción de Valparaíso Costa durante dos periodos consecutivos, desde marzo de 1990, tras el fin de la dictadura militar, hasta marzo de 2002. Entre el primer año y 1994, en tanto, cumplió labores como vicepresidente del Senado.
En el plano privado, destacó como empresario del sector naviero.

## Biografía

### Familia y estudios
Nació del matrimonio conformado por el abogado de ancestros bolivianos Carlos Urenda Trigo, quien fuera fundador en 1914 del estudio porteño Urenda & Cía, y Florencia Zegers Borgoño.
Tuvo ocho hermanos, de los cuales seis llegaron a adultos. Es tío del político Edmundo Eluchans Urenda, quien fuera diputado de la República —en representación de la región de Valparaíso— durante dos periodos consecutivos, desde 2006 hasta 2014.
Cursó la educación primaria y secundaria en el Colegio de los Sagrados Corazones de Viña del Mar. Posteriormente ingresó a la Universidad Técnica Federico Santa María, con el fin de cursar ingeniería, carrera que dejaría para pasar a derecho en la sede Valparaíso de la Universidad de Chile. Consiguió su título de abogado el 21 de marzo de 1946.
Contrajo matrimonio con María Elena Salamanca Queheille (fallecida en septiembre de 2009), con quien tuvo ocho hijos: María Elena (fotógrafa), Beatriz, Beltrán, José Manuel, Mariana Macarena (profesora), Carolina, Gabriel y Diego.

### Actividad profesional
Desde joven desarrolló su veta académica, en particular como profesor de derecho comercial durante ocho años. En esa etapa de su vida ejerció también actividades como abogado integrante de la Corte de Apelaciones de Valparaíso.
Más tarde participaría en las junta directivas de la Universidad Técnica Federico Santa María y la Universidad de Valparaíso, sus antiguas casas de estudio.
Se desempeñó también activamente en el sector empresarial, especialmente en el negocio naviero. En ese contexto, fue presidente del directorio y accionista controlador de la Compañía Chilena de Navegación Interoceánica y de Agencias Universales (Agunsa), director de Alamar y director de Sonap. También fue socio principal de Urenda & Cía.
En el campo gremial, fue presidente de la Asociación Nacional de Armadores de Chile.
De forma paralela, fue miembro del Colegio de Abogados de Valparaíso y consejero del mismo; presidente de la «Fundación Lukas» y de la «Fundación Edmundo Eluchans Malherbe». Así como, miembro vitalicio del Club de Leones de Valparaíso y Viña del Mar y, presidente honorario de la Compañía Chilena de Navegación Interoceánica (CCNI).

## Carrera política
Su inquietud por la política comenzó cuando aún era muy joven. Mientras cursaba sus estudios universitarios, fue elegido director, secretario y presidente del centro alumnos de la carrera de derecho. Más tarde, militó en los partidos Conservador y Nacional.[cita requerida]
Durante el gobierno del presidente socialista Salvador Allende (1970-1973) fue un acérrimo opositor y apoyó el golpe de Estado. Fue cercano a Augusto Pinochet durante toda la dictadura. Así, tras el terremoto de 1985, y por expresa petición del dictador, encabezó el Consejo Económico y Social, una corporación donde se reunían empresarios y representantes de los trabajadores para definir las políticas económicas del país.
En las elecciones parlamentarias de 1989 fue elegido senador por el pacto de centroderecha Democracia y Progreso, en representación de la 6ª Circunscripción Valparaíso Costa, para servir en el periodo 1990-1994. En ese mismo periodo le tocó ejercer como vicepresidente de su corporación, siendo líder de la mesa el abogado y diplomático democratacristiano Gabriel Valdés. En la misma gestión legislativa presidió la Comisión Permanente de Relaciones Exteriores.
Ingresó a la UDI el 9 de abril de 1991, ocho días después del asesinato del senador de esa tienda, Jaime Guzmán.
En las elecciones parlamentarias de 1993 fue reelecto por la misma zona para el periodo 1994-2002. Integró la Comisión Permanente de Relaciones Exteriores; la de Derechos Humanos, Nacionalidad y Ciudadanía; y la Revisora de Cuentas; y fue senador reemplazante en la Comisión Permanente de Obras Públicas; y en la de Trabajo y Previsión Social.
En 2001, con 81 años de edad, optó por no postular a una segunda reelección.
El 12 de noviembre de 2009, recibió una distinción académica de la Universidad Andrés Bello, de manos del Rector, don Rolando Kelly, la «Medalla de Honor», "gracias a su contribución al desarrollo del país".

## Historial electoral

### Elecciones parlamentarias de 1989
- Elecciones parlamentarias de 1989, candidato a senador para Circunscripción 6, Valparaíso Costa [9]

| Candidato                | Pacto                          | Partido | Votos   | %     | Resultado |
| ------------------------ | ------------------------------ | ------- | ------- | ----- | --------- |
| Laura Soto González      | Concertación por la Democracia | PPD     | 114 335 | 28,95 | Senadora  |
| Juan Hamilton Depassier  | Concertación por la Democracia | PDC     | 112 626 | 28,52 |           |
| Beltrán Urenda Zegers    | Democracia y Progreso          | UDI     | 69 169  | 17,51 | Senador   |
| Gonzalo Yuseff Sotomayor | Democracia y Progreso          | RN      | 68 111  | 17,25 |           |
| Eduardo Parra Bartet     | Alianza de Centro              | ILE     | 30 693  | 7,77  |           |

### Elecciones parlamentarias de 1993
- Elecciones parlamentarias de 1993, candidato a senador para Circunscripción 6, Valparaíso Costa [10]

| Candidato               | Pacto                                | Partido | Votos   | %     | Resultado |
| ----------------------- | ------------------------------------ | ------- | ------- | ----- | --------- |
| Beltrán Urenda Zegers   | Unión por el Progreso de Chile       | UDI     | 117 205 | 30,06 | Senador   |
| Juan Hamilton Depassier | Concertación por la Democracia       | PDC     | 116 515 | 29,89 | Senador   |
| Laura Soto González     | Concertación por la Democracia       | PPD     | 113 568 | 29,13 |           |
| Luis Corvalán Lepe      | Alternativa Democrática de Izquierda | PC      | 18 220  | 4,67  |           |
| Eduardo Parra Bartet    | Unión por el Progreso de Chile       | ILE     | 18 038  | 4,63  |           |
| Wilfredo Alfsen Ovando  | La Nueva Izquierda                   | AHV     | 3625    | 0,93  |           |
| Bessi Arriola Contreras | La Nueva Izquierda                   | AHV     | 2683    | 0,69  |           |

## Nota
1. ↑  Según se lee en la prensa de la época, el propio Urenda fue víctima de un intento de atentado el 24 de abril de ese mismo año. Éste se frustró luego de que el explosivo que transportaban dos individuos estallara accidentalmente antes de ser instalado en su residencia de calle Los Plátanos de Miraflores, en Viña del Mar.